# Kotuikan (Kotui)
Der Kotuikan (russisch Котуйкан) ist ein 447 km langer rechter Nebenfluss des Kotui im nördlichen Mittel-Sibirien, im ehemaligen Autonomen Kreis Taimyr und in der heutigen russischen Region Krasnojarsk.

## Verlauf
Der Kotuikan entspringt auf dem Anabarplateau an der Grenze zur Republik Sacha. Von dort fließt er zuerst nach Norden, wendet sich aber bald nach Westen. Er nimmt seine größten Nebenflüsse, Ilja und Dschogdscho, von links auf. Schließlich erreicht er den rechten Quellfluss der Chatanga, den Kotui. Das Einzugsgebiet des Kotuikan umfasst 24300 km².